# Larinho
Larinho es una freguesia portuguesa del municipio de Torre de Moncorvo, con 29,57 km² de superficie y 439 habitantes (2001). 